# Alonso Ruizpalacios
Alonso Ruizpalacios (ur. 1978 w mieście Meksyk) – meksykański reżyser i scenarzysta filmowy, teatralny i telewizyjny. Tworzy również teledyski (np. "Hasta la Raíz" dla piosenkarki Natalii Lafourcade).

## Życiorys
Studiował reżyserię teatralną w mieście Meksyk, po czym przeniósł się do Londynu, gdzie trenował aktorstwo w słynnej Royal Academy of Dramatic Art. Zwrócił na siebie uwagę filmami krótkometrażowymi, zwłaszcza Café paraíso (2008), który został wyróżniony kilkoma festiwalowymi nagrodami.
Jego debiut fabularny Güeros (2014) miał swoją premierę w sekcji Panorama na 64. MFF w Berlinie, gdzie wyróżniono go nagrodą za najlepszy debiut reżyserski. Zdobył również pięć Arielów, czyli meksykańskich odpowiedników Oscara, w tym za najlepszy film roku, reżyserię i pierwszy film.
Kolejna fabuła Ruizpalaciosa, Muzeum (2018) z Gaelem Garcíą Bernalem w roli głównej, przyniosła mu Srebrnego Niedźwiedzia za najlepszy scenariusz na 68. MFF w Berlinie. Film opowiadał prawdziwą historię napadu na Narodowe Muzeum Antropologiczne w Meksyku z 25 grudnia 1985.
Ruizpalacios mieszka w mieście Meksyk, gdzie pracuje w zespole teatralnym Todas Las Fiestas de Mañana. Ma dwóch synów: Martína i Tomása.

## Filmografia

### Reżyser

#### Filmy fabularne
- 2014: Güeros
- 2018: Muzeum (Museo)
- 2021: Film o policjantach (Una película de policías)

#### Filmy krótkometrażowe
- 2008: Café paraíso
- 2010: El último canto del pájaro Cú
- 2016: Verde

#### Seriale TV
- 2018: Narcos: Meksyk (Narcos: Mexico) – dwa odcinki[3][4]